# Tập đoàn quân 27 (Liên Xô)
Tập đoàn quân 27 là một đơn vị quân sự chiến lược cấp tập đoàn quân của Hồng quân Liên Xô, hoạt động trong thời gian Chiến tranh thế giới thứ hai.

## Thành lập lần đầu tiên
Tập đoàn quân 27 được thành lập vào tháng 5 năm 1941, dưới sự chỉ huy của Thiếu tướng Nikolai Berzarin. Vào ngày 22 tháng 6 năm 1941, đơn vị bao gồm Quân đoàn súng trường 22 và 24, các Sư đoàn súng trường 16 và 67, Lữ đoàn súng trường độc lập 3, hai trung đoàn pháo binh và hai trung đoàn chống tăng. Tập đoàn quân trở thành một phần của Phương diện quân Tây Bắc khi Chiến dịch Barbarossa nổ ra, chiến đấu trong lực lượng phòng thủ Baltic của Liên Xô, được biết đến trong lịch sử Liên Xô là Chiến dịch Phòng thủ Chiến lược Baltic.
Từ tháng 6 đến tháng 10 năm 1941, Tập đoàn quân 27 đã chiến đấu trên sông Dvina, trong Cuộc tấn công Staraya Russa, tại Kholm và Demyansk. Đến ngày 1 tháng 11 năm 1941, lực lượng của đơn vị này đã giảm xuống còn Sư đoàn súng trường 23 và 33, Trung đoàn pháo binh 613 thuộc Bộ tư lệnh tối cao (RVGK), Sư đoàn xe tăng 28 và ba Tiểu đoàn công binh.
Tháng 12 năm 1941, Tập đoàn quân được đổi tên thành Tập đoàn xung kích 4.

## Thành lập lần hai
Tập đoàn quân được cải tổ vào tháng 5 năm 1942, trong Phương diện quân Tây Bắc, bao gồm năm sư đoàn súng trường. Vào tháng 4 năm 1943, nó được chuyển đến lực lượng dự bị Stavka. Từ tháng 7 năm 1943, đơn vị tham gia vào nhiều trận đánh nổi tiếng, được giao cho Phương diện quân Thảo nguyên, sau đó là Phương diện quân Voronezh, trong chiến dịch Belgorod-Kharkov và cuộc tấn công đầu cầu Bukrin. Từ tháng 10 năm 1943, đơn vị tham chiến trong cuộc tấn công Kiev (với Phương diện quân Ukraina 1). Sau đó, được giao cho Phương diện quân Ukraina 2 và 3, nó là một phần của Chiến dịch tấn công Zhitomir – Berdichev, Chiến dịch tấn công Korsun – Shevchenkovsky, Chiến dịch tấn công Uman-Botosani, Chiến dịch tấn công Iassy-Kishinev, Trận Debrecen, và Chiến dịch tấn công Vienna.
Sau khi chiến tranh kết thúc, đơn vị được lệnh rút về Romania vào ngày 20 tháng 8 năm 1945, và tập trung tại các khu vực Brăila, Buzău và Galați ở miền đông Romania. Tháng 11 Tập đoàn quân bao gồm Quân đoàn súng trường 33 (bao gồm các sư đoàn súng trường 78, 206 và 337) và Quân đoàn súng trường 37 (bao gồm các sư đoàn súng trường 163, 316 và 320), cũng như Quân đoàn súng trường cận vệ 35(Bao gồm sư đoàn súng trường 66, 108, và sư đoàn súng trường cận vệ 125). Ngay sau đó, Tập đoàn quân 27 được rút về Quân khu Carpathian. Tại đây, trụ sở chính của đơn vị bị giải tán vào ngày 4 tháng 8 năm 1946, và ba quân đoàn súng trường của nó trực thuộc trụ sở khu.

## Các chỉ huy
- Thiếu tướng Nikolai Berzarin (5 tháng 5 năm 1941 - 25 tháng 12 năm 1941)
- Thiếu tướng Fyodor Ozerov (22 tháng 5 năm 1942 - 29 tháng 1 năm 1943)
- Trung tướng Sergei Trofimenko (29 tháng 1 năm 1943 - 9 tháng 7 năm 1945), Thượng tướng vào tháng 9 năm 1944
- Thượng tướng Ivan Boldin (9 tháng 7 năm 1945 - 5 tháng 7 năm 1946)